# イマジン学園
イマジン学園（イマジンがくえん）は、学習研究社（現：学研ホールディングス）が行っていた小学生・中学生向けの添削式の通信教育。
ファクシミリを使って添削するというスタイルを取っていた。その後、インターネットを利用する方法も登場した。

## 登場キャラ
- ジン
- アイマ
- デシー
- プラテス
- ルワジー